# Joseph Ruggles Wilson

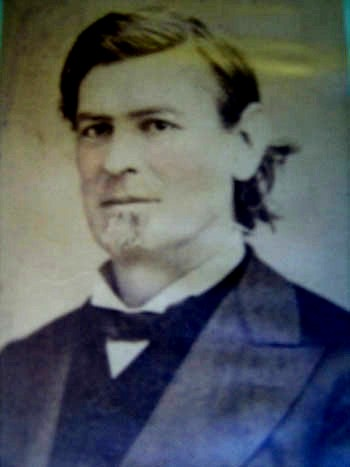
Joseph Ruggles Wilson

Joseph Ruggles Wilson (* 28. Februar 1822 in Steubenville, Ohio; † 21. Januar 1903 in Princeton (New Jersey)) war ein US-amerikanischer presbyterianischer Pfarrer und Theologe.
Wilson arbeitete nach seiner Ordination im Jahr 1848 unter anderem als Lehrer am Hampden-Sydney College in Hampden Sydney, Virginia und als Gemeindepfarrer in Staunton (Virginia) (1855–57), in Augusta (Georgia) (1857–70) und in Wilmington (North Carolina) (1874–85). Zuletzt war er Professor an der Southwestern Presbyterian University in Clarksville (Tennessee).
Wilson war einer der Führer der  Presbyterian Church in the United States in den Südstaaten, die sich 1861 wegen der Sklavenfrage von den Presbyterianern der Nordstaaten abgespalten hatte, und fungierte ab 1879 in deren höchstem Amt als Moderator der General Assembly. Er benutzte die reformierte Bundestheologie zur Rechtfertigung der Sklaverei. Sein ältester Sohn war der US-Präsident Woodrow Wilson.